# El Hadji Diouf
El Hadji Ousseynou Diouf (* 15. leden 1981, Dakar) je bývalý senegalský fotbalista. Hrál na pozici útočníka či záložníka. V současnosti působí v klubu Leeds United. Se senegalskou reprezentací získal stříbrnou medaili na mistrovství Afriky roku 2002. Zúčastnil se též Mistrovství světa ve fotbale 2002. Za národní tým celkem odehrál 69 utkání a vstřelil 21 branek. V roce 2002 byl vyhlášen posluchači rozhlasové stanice BBC nejlepším fotbalistou Afriky. V letech 2001 a 2002 získal ocenění Africký fotbalista roku, které uděluje CAF. Je jediným Senegalcem, kterého Pelé roku 2004 zařadil mezi 125 nejlepších žijících fotbalistů.

## Aféry
El Hadji Diouf je znám i svým kontroverzním chováním. Není mu cizí plivání po soupeřích ani rasistické urážení podavače míčů. V lednu 2011 vulgárně nadával protihráči Jamie Mackiemu z Queens Park Rangers FC, zatímco ten se svíjel na zemi s nadvakráte zlomenou nohou.